# Kế toán tổng hợp
Kế toán tổng hợp là việc ghi chép, phản ánh một cách tổng quát trên các tài khoản, sổ kế toán và các báo cáo tài chính theo các chỉ tiêu giá trị của doanh nghiệp.
Đây là cách phân loại kế toán theo mức độ, tính chất của thông tin phản ánh trong nghiệp vụ kế toán, cùng với khái niệm kế toán chi tiết.

## Các nghiệp vụ của kế toán tổng hợp
- Kiểm tra toàn bộ các định khoản, các nghiệp vụ phát sinh.
- Kiểm tra, đối chiếu giữa số liệu chi tiết và số liệu tổng hợp.
- Kiểm tra số dư cuối kỳ có hợp lý và đúng với thực tế không.
- Xác định và đề xuất lập dự phòng hoặc xử lý công nợ phải thu khó đòi.
- Tính giá thành, định khoản các nghiệp vụ về giá thành.
- Kết chuyển doanh thu, chi phí, lãi lỗ.
- In sổ kế toán.
- Lập báo cáo tài chính, báo cáo quản trị, báo cáo thống kê,…
- Lập các báo cáo thuế.
- Cùng kế toán trưởng giải trình, cung cấp tài liệu, số liệu cho các cơ quan như: thuế, kiểm toán, các đoàn thanh tra kiểm tra khi có yêu cầu.
- Kiến nghị và đề xuất các biện pháp khắc phục cải tiến